# Chassagne-Montrachet
Chassagne-Montrachet – miejscowość i gmina we Francji, w regionie Burgundia-Franche-Comté, w departamencie Côte-d’Or.
Według danych na rok 1990 gminę zamieszkiwało 431 osób, a gęstość zaludnienia wynosiła 66 osób/km² (wśród 2044 gmin Burgundii Chassagne-Montrachet plasuje się na 507. miejscu pod względem liczby ludności, natomiast pod względem powierzchni na miejscu 1143.).
W maju 2009 Chassagne-Montrachet była jednym z celów oficjalnej wizyty we Francji prezydent Chile, Michelle Bachelet, z uwagi na fakt, iż pochodził stąd jej prapradziadek, enolog Louis-Joseph Bachelet, który wyemigrował z Francji do Chile w 1869.